# Uganda i olympiska spelen
Uganda deltog första gången vid olympiska sommarspelen 1956 i Melbourne, och har varit med vid varje olympiskt sommarspel med undantag från 1976. Uganda har aldrig deltagit vid olympiska vinterspelen

## Medaljer
| Guld | Silver | Brons | Totalt antal medaljer |
| ---- | ------ | ----- | --------------------- |
| 4    | 4      | 3     | 11                    |

### Medaljer efter sommarspel
| Spel                | Idrottare        | Guld        | Silver      | Brons       | Totalt      | Placering   |
| Melbourne 1956      | 3                | 0           | 0           | 0           | 0           | –           |
| Rom 1960            | 10               | 0           | 0           | 0           | 0           | –           |
| Tokyo 1964          | 13               | 0           | 0           | 0           | 0           | –           |
| Mexico City 1968    | 11               | 0           | 1           | 1           | 2           | 38          |
| München 1972        | 33               | 1           | 1           | 0           | 2           | 24          |
| Montréal 1976       | Deltog inte      | Deltog inte | Deltog inte | Deltog inte | Deltog inte | Deltog inte |
| Moskva 1980         | 13               | 0           | 1           | 0           | 1           | 32          |
| Los Angeles 1984    | 26               | 0           | 0           | 0           | 0           | –           |
| Seoul 1988          | 24               | 0           | 0           | 0           | 0           | –           |
| Barcelona 1992      | 8                | 0           | 0           | 0           | 0           | –           |
| Atlanta 1996        | 10               | 0           | 0           | 1           | 1           | 71          |
| Sydney 2000         | 13               | 0           | 0           | 0           | 0           | –           |
| Aten 2004           | 11               | 0           | 0           | 0           | 0           | –           |
| Peking 2008         | 12               | 0           | 0           | 0           | 0           | –           |
| London 2012         | 15               | 1           | 0           | 0           | 1           | 50          |
| Rio de Janeiro 2016 | 21               | 0           | 0           | 0           | 0           | –           |
| Tokyo 2020          | 25               | 2           | 1           | 1           | 4           | 36          |
| Paris 2024          | Framtida tävling |             |             |             |             |             |
| Los Angeles 2028    | Framtida tävling |             |             |             |             |             |
| Brisbane 2032       | Framtida tävling |             |             |             |             |             |
| Totalt              | Totalt           | 4           | 4           | 3           | 11          | 73          |

### Medaljer efter sporter
| Sport              | Guld | Silver | Brons | Totalt |
| Friidrott          | 4    | 1      | 2     | 7      |
| Boxning            | 0    | 3      | 1     | 4      |
| Totalt (2 sporter) | 4    | 4      | 3     | 11     |

## Lista över medaljörer
| Medalj | Namn              | Spel             | Sport     | Gren                        |
| ------ | ----------------- | ---------------- | --------- | --------------------------- |
| Silver | Eridadi Mukwanga  | Mexico City 1968 | Boxning   | Herrarnas bantamvikt        |
| Brons  | Leo Rwabwogo      | Mexico City 1968 | Boxning   | Herrarnas flugvikt          |
| Guld   | John Akii-Bua     | München 1972     | Friidrott | Herrarnas 400 meter häck    |
| Silver | Leo Rwabwogo      | München 1972     | Boxning   | Herrarnas flugvikt          |
| Silver | John Mugabi       | Moskva 1980      | Boxning   | Herrarnas weltervikt        |
| Brons  | Davis Kamoga      | Atlanta 1996     | Friidrott | Herrarnas 400 meter         |
| Guld   | Stephen Kiprotich | London 2012      | Friidrott | Herrarnas maraton           |
| Guld   | Peruth Chemutai   | Tokyo 2020       | Friidrott | Damernas 3 000 meter hinder |
| Guld   | Joshua Cheptegei  | Tokyo 2020       | Friidrott | Herrarnas 5 000 meter       |
| Silver | Joshua Cheptegei  | Tokyo 2020       | Friidrott | Herrarnas 10 000 meter      |
| Brons  | Jacob Kiplimo     | Tokyo 2020       | Friidrott | Herrarnas 10 000 meter      |